# Frank Fiedler (Kameramann)
Frank Fiedler (* 25. April 1945 in Kiel) ist ein deutscher Kameramann, Regisseur, Musiker und Produzent
Frank Fiedler studierte an der Berliner Filmakademie.  Er war technischer Mitarbeiter von Florian Fricke und der Band Popol Vuh. Daneben war er als Kameramann für zahlreiche Dokumentar-, Spiel- und Theaterfilme tätig. Ab Ende der 1980er Jahre kamen einige eigene Regiearbeiten hinzu, zum Beispiel Das Rad der Wiederkehr, eine filmische Betrachtung über das zentrale tibetisch-buddhistische Symbol des Lebensrades.

## Film-Projekte
- Wheel of Recurrence – Das Rad der Wiederkehr – Buddha in den Bergen
- Scold Mankind – Escape from the Creators of Pain – Menschheitsbeschimpfung
- Steinige Wege – Popol Vuh Expedition in eine andere Zeit – Umwanderung des Kailash 1994

## Musik-Projekte
- 2019 Frank Fiedler & Friedemann Wieland – Popol Vuh beyond – Requiem for Florian
- 2008: Frank Fiedler – Instant Enlightment – soundGobelin for the intellectuals
- 1996–1999 Mugnala-Projekt mit Marc-Christian Witt († 2008)

## Beteiligung an Projekten von Florian Fricke/Popol Vuh
- 1970: Affenstunde, synthesizer-mixdown/co-worker
- 1972: In den Gärten Pharaos, Moog-synthesizer-mixdown/co
- 1972: Du sollst Lieben/Ave Maria, production
- 1975: Das Hohelied Salomos, Keller-tapes
- 1977: Herz aus Glass, co-worker
- 1983: Agape Agape Love Love, co-worker
- 1983: Florian Fricke – Die Erde und Ich sind Eins, recording/mix
- 1990: Sing, for Song drives away the Wolves, production & cover design
- 1991: For You and Me, executive producer & sound-supervision
- 1991: Florian Fricke spielt Mozart, supervisor & producer
- 1995: City Raga, producer/co-worker
- 1995: Kailash – Pilgerfahrt zum Thron der Götter, camera/edit
- 1997: Shepherd’s Symphony, co-worker
- 1999: Messa di Orfeo, sound-design, camera & video-production & event-design

## Andere Musikprojekte
- 2005: Nekropolis 23 – Tidal Shift (DVD), camera/edit